# Lockjaw
Lockjaw is een fictieve superheld uit de Marvel Comics. Hij werd bedacht door Stan Lee en Jack Kirby, en verscheen voor het eerst in Fantastic Four. Hij behoort tot het ras de Inhumans (Onmensen). Lockjaw praat niet en heeft het uiterlijk van een grote bulldog.

## Krachten en Vaardigheden
Lockjaw is een Inhuman-man, met uiterlijke kenmerken van een overgrote bulldog. Door blootstelling aan de 'Terrigen Mist' is zijn mutante gave zo geëvolueerd dat hij zichzelf en anderen naar ongeveer iedere plek in het universum kan teleporteren. Hij praat niet, anders dan wat hondgeluiden.
Of hij werkelijk een Inhuman is in feite nog steeds niet duidelijk - hij gedraagt zich consequent als een hond, anders dan alle andere Inhumans, die, ondanks hun soms bizarre uiterlijk, een normale intelligentie bezitten. Hoewel hij ooit gesproken heeft, wilde Quicksilver later beweren dat deze gelegenheid een grapje was geweest om Ben Grimm in de maling te nemen. Maar als hij geen Inhuman is, is de bron van zijn krachten onbekend.

## Affiliatie
Lockjaw houdt zich op met zijn eigen volk, de Inhumans. Dit volk leefde voorheen op een afgesloten plek in de Himalaya's. Door luchtverontreiniging werden ze gedwongen hun hele stad te verhuizen naar het Blauwe gedeelte van de maan, waar een leefbaar klimaat heerst. Bekende Inhumans zijn Blackbolt, Crystal (Marvel), Triton (Marvel), Gorgon (Marvel), en Karnak (Marvel).